# 梅 (姓)
梅（ばい）は、漢姓の一つ。

## 中国
2020年の中華人民共和国の統計では人数順の上位100姓に入っておらず、うち74%は安徽省、雲南省、浙江省、江西省、江蘇省、河南省の6つの省に居住する。台湾の2018年の統計では152番目に多い姓で、4,301人がいる。

### 著名な人物
- 梅堯臣 - 北宋の詩人。
- 梅貽琦 - 清華大学校長、国立清華大学校長、中華民国教育部長、中央研究院士。
- 梅汝璈 - 法曹、極東国際軍事裁判の中国代表裁判官。
- 梅蘭芳 - 京劇俳優。
- アニタ・ムイ（梅艶芳） - 香港の歌手。

### 堂号
- 汝南堂

## 朝鮮
梅（メ）は、朝鮮人の姓の一つである。

### 著名な人物
- 梅君瑞 - 山東省済南府出身。
- 梅漢孫 - 忠北永同郡黄澗の人。中宗の時断指をして、父の看病をした。

### 氏族
権文海の著書『大東韻府群玉』にはその先祖が山東省から朝鮮に帰化し、梅氏を賜姓され忠州に貫籍したと記録されている。
| 氏族（本貫） | 始祖   | 人数（2015年） |
| ------------ | ------ | -------------- |
| 清州梅氏     |        | 14             |
| 忠州梅氏     | 梅君瑞 | 151            |
| 海州梅氏     |        | 32             |

### 人口と割合
1930年度国勢調査当時36世帯あり、そのうち31世帯が平南、残りは黄海道と平北に居住していた。
| 年度   | 人口  | 世帯数 | 順位         | 割合 |
| ------ | ----- | ------ | ------------ | ---- |
| 1930年 |       | 36世帯 |              |      |
| 1960年 | 93人  |        | 258姓中201位 |      |
| 1985年 |       |        | 274姓中205位 |      |
| 2000年 | 222人 |        |              |      |
| 2015年 | 201人 |        |              |      |

## ベトナム
梅（マイ）は、ベトナムの姓の一つ。

### 著名な人物
- 梅叔鸞 - 第三次北属期の反乱指導者。
- マイ・フオン・トゥイ（英語版）（梅芳翠） - モデル、女優。ミス・ワールド2006のベトナム代表。
- マイ・キエウ・リエン（英語版）（梅喬蓮） - ビナミルク社長。